# Eropeplus canus
Eropeplus canus is een knaagdier uit de muizen en ratten van de Oude Wereld dat voorkomt in Midden-Celebes. Het is de enige soort van het geslacht Eropeplus, dat nauw verwant is aan Lenomys. Er zijn slechts vijf exemplaren bekend, die op 1800 tot 2300 m hoogte gevangen zijn in de bergregenwouden van Midden-Celebes.
In externe kenmerken is E. canus vrijwel niet te onderscheiden van Lenomys. Ook de schedel en de spermamorfologie zijn uniek en gelijkend in deze twee geslachten. De kiezen verschillen echter wel zeer. E. canus lijkt ook wel wat op Taeromys callitrichus. De rugvacht is bruingrijs, de onderkant lichtgrijs, met een geleidelijke overgang. Op de voeten zitten wat zwarte haren. De vrij lange staart is nauwelijks behaard. De kop-romplengte bedraagt 195-240 mm en de staartlengte 210 tot 315 mm.
Aethomys-divisie ·
Apodemus-divisie ·
Arvicanthis-divisie ·
Chrotomys-divisie ·
Colomys-divisie ·
Crunomys-divisie ·
Dacnomys-divisie ·
Dasymys-divisie ·
Echiothrix-divisie ·
Golunda-divisie ·
Hadromys-divisie ·
Hybomys-divisie ·
Hydromys-divisie ·
Lorentzimys-divisie ·
Malacomys-divisie ·
Maxomys-divisie ·
Melasmothrix-divisie ·
Micromys-divisie ·
Millardia-divisie ·
Mus-divisie ·
Oenomys-divisie ·
Phloeomys-divisie ·

Pithecheir-divisie (Eropeplus · Lenomys · Lenothrix · Margaretamys · Pithecheir · Pithecheirops) ·

Pogonomys-divisie ·
Pseudomys-divisie ·
Rattus-divisie ·
Stenocephalemys-divisie ·
Uromys-divisie ·
Xeromys-divisie ·
Niet-ingedeelde geslachten